# Remo Imhof
Remo Imhof (ur. 19 listopada 2003 w Ried) – szwajcarski skoczek narciarski. Uczestnik mistrzostw świata (2023), mistrzostw świata w lotach (2024) oraz mistrzostw świata juniorów (2023). Medalista mistrzostw kraju.
Skoki narciarskie uprawia również jego młodszy brat, Mauro Imhof.

## Przebieg kariery
Bez większych sukcesów startował w międzynarodowej rywalizacji dziecięcej zajmując dalsze lokaty w nieoficjalnych letnich mistrzostwach świata dzieci, zawodach FIS Youth Cup czy OPA Games. W sierpniu 2019 w Ljubnie zadebiutował w FIS Cupie, plasując się dwukrotnie w dziewiątej dziesiątce. We wrześniu 2019 w Predazzo zadebiutował w Alpen Cupie, zajmując dwukrotnie lokaty na przełomie piątej i szóstej dziesiątki.
W lutym 2021 w Ramsau zdobył pierwsze w karierze punkty Alpen Cupu, plasując się na 23. pozycji. W sierpniu 2021 w Einsiedeln pierwszy raz punktował w FIS Cupie, dwukrotnie zajmując 23. miejsce. W grudniu 2021 w Engelbergu zadebiutował w Pucharze Kontynentalnym, zajmując lokaty na przełomie piątej i szóstej dziesiątki.
28 grudnia 2022 zdobył pierwsze punkty Pucharu Kontynentalnego po zajęciu 29. miejsca w Engelbergu. Wystąpił na Mistrzostwach Świata Juniorów 2023, na których zajął 8. pozycję indywidualnie, 6. w drużynie męskiej i 4. w mieszanej. 12 lutego 2023 po raz pierwszy stanął na podium zawodów Pucharu Kontynentalnego, zajmując 2. miejsce w Klingenthal. Został powołany na Mistrzostwa Świata w Narciarstwie Klasycznym 2023, na których indywidualnie zajął 35. lokatę na skoczni normalnej i 44. na dużej, a w drużynie męskiej był 6. 12 marca 2023 zadebiutował w konkursie głównym Pucharu Świata, zajmując 46. miejsce podczas zawodów w Oslo. Pierwsze punkty cyklu zdobył 26 marca 2023 w konkursie w Lahti, w którym zajął 17. pozycję. 
W 2023 zadebiutował w Letnim Grand Prix, w którym pierwsze punkty zdobył 5 sierpnia w Szczyrku, gdzie zajął 19. lokatę. 24 września stanął na podium zawodów cyklu, konkurs w Râșnovie kończąc na 3. miejscu. Regularnie występował w zawodach Pucharu Świata 2023/2024. Punkty zdobył pięciokrotnie, a najwyżej sklasyfikowany był na 20. pozycji, którą zajął 4 lutego 2024 w Willingen. W styczniu wystartował na Mistrzostwach Świata w Lotach Narciarskich 2024, na których zajął 31. miejsce indywidualnie oraz 6. lokatę drużynowo.
Jest medalistą mistrzostw Szwajcarii. Indywidualnie zdobył brązowy medal w 2023, zaś w rywalizacji drużynowej zdobył złoto w 2022 oraz srebro w 2021 i 2023.

## Mistrzostwa świata

### Indywidualnie
| 2023 Planica | – | 35. miejsce (K-95), 44. miejsce (K-125) |

### Drużynowo
| 2023 Planica | – | 6. miejsce (K-125) |

### Starty R. Imhofa na mistrzostwach świata – szczegółowo
| Miejsce | Dzień     | Rok  | Miejscowość | Skocznia            | Punkt K | HS     | Konkurs  | Skok 1  | Skok 2  | Nota                   | Strata    | Zwycięzca  |
| ------- | --------- | ---- | ----------- | ------------------- | ------- | ------ | -------- | ------- | ------- | ---------------------- | --------- | ---------- |
| 35.     | 25 lutego | 2023 | Planica     | Srednja skakalnica  | K-95    | HS-102 | indywid. | 94,5 m  | –       | 112,9 pkt              | 148,9 pkt | Piotr Żyła |
| 44.     | 3 marca   | 2023 | Planica     | Bloudkova velikanka | K-125   | HS-138 | indywid. | 119,5 m | –       | 100,3 pkt              | 187,2 pkt | Timi Zajc  |
| 6.      | 4 marca   | 2023 | Planica     | Bloudkova velikanka | K-125   | HS-138 | druż.    | 123,0 m | 121,5 m | 1012,2 pkt (253,2 pkt) | 166,7 pkt | Słowenia   |

## Mistrzostwa świata w lotach

### Indywidualnie
| 2024 Tauplitz | – | 31. miejsce |

### Drużynowo
| 2024 Tauplitz | – | 6. miejsce |

### Starty R. Imhofa na mistrzostwach świata w lotach – szczegółowo
| Miejsce | Dzień          | Rok  | Miejscowość | Skocznia | Punkt K | HS     | Konkurs  | Skok 1  | Skok 2  | Skok 3  | Skok 4  | Nota                   | Strata    | Zwycięzca    |
| ------- | -------------- | ---- | ----------- | -------- | ------- | ------ | -------- | ------- | ------- | ------- | ------- | ---------------------- | --------- | ------------ |
| 31.     | 26–27 stycznia | 2024 | Tauplitz    | Kulm     | K-200   | HS-235 | indywid. | 195,5 m | –       | –       | –       | 165,2 pkt              | 482,2 pkt | Stefan Kraft |
| 6.      | 28 stycznia    | 2024 | Tauplitz    | Kulm     | K-200   | HS-235 | druż.    | 197,0 m | 197,0 m | 186,0 m | 186,0 m | 1389,3 pkt (328,5 pkt) | 226,1 pkt | Słowenia     |

## Mistrzostwa świata juniorów

### Indywidualnie
| 2023 Whistler | – | 8. miejsce |

### Drużynowo
| 2023 Whistler | – | 6. miejsce, 4. miejsce (drużyna mieszana) |

### Starty R. Imhofa na mistrzostwach świata juniorów – szczegółowo
| Miejsce | Dzień    | Rok  | Miejscowość | Skocznia              | Punkt K | HS     | Konkurs      | Skok 1 | Skok 2  | Nota                  | Strata    | Zwycięzca       |
| ------- | -------- | ---- | ----------- | --------------------- | ------- | ------ | ------------ | ------ | ------- | --------------------- | --------- | --------------- |
| 8.      | 2 lutego | 2023 | Whistler    | Whistler Olympic Park | K-95    | HS-104 | indywid.     | 88,0 m | 101,0 m | 239,2 pkt             | 18,7 pkt  | Vilho Palosaari |
| 6.      | 4 lutego | 2023 | Whistler    | Whistler Olympic Park | K-95    | HS-104 | druż.        | 99,0 m | 97,0 m  | 870,1 pkt (252,5 pkt) | 102,4 pkt | Austria         |
| 4.      | 5 lutego | 2023 | Whistler    | Whistler Olympic Park | K-95    | HS-104 | druż. miesz. | 98,5 m | 101,0 m | 864,5 pkt (246,6 pkt) | 55,7 pkt  | Słowenia        |

## Puchar Świata

### Miejsca w klasyfikacji generalnej
| Sezon     | Miejsce |
| --------- | ------- |
| 2022/2023 | 63.     |
| 2023/2024 | 50.     |

### Miejsca w poszczególnych konkursach indywidualnychPucharu Świata
stan po zakończeniu sezonu 2024/2025
| Źródło | Źródło            | Źródło           | Źródło            | Źródło                 | Źródło                 | Źródło                 | Źródło                 | Źródło           | Źródło                       | Źródło           | Źródło                       | Źródło          | Źródło              | Źródło          | Źródło           | Źródło                | Źródło                | Źródło          | Źródło            | Źródło            | Źródło            | Źródło        | Źródło      | Źródło          | Źródło            | Źródło            | Źródło          | Źródło          | Źródło          | Źródło        | Źródło        | Źródło | Źródło | Źródło | Źródło | Źródło | Źródło | Źródło | Źródło | Źródło | Źródło | Źródło | Źródło | Źródło | Źródło | Źródło | Źródło | Źródło | Źródło |        |
| --- | ----------------- | ---------------- | ----------------- | ---------------------- | ---------------------- | ---------------------- | ---------------------- | ---------------- | ---------------------------- | ---------------- | ---------------------------- | --------------- | ------------------- | --------------- | ---------------- | --------------------- | --------------------- | --------------- | ----------------- | ----------------- | ----------------- | ------------- | ----------- | --------------- | ----------------- | ----------------- | --------------- | --------------- | --------------- | ------------- | ------------- | ------ | ------ | ------ | ------ | ------ | ------ | ------ | ------ | ------ | ------ | ------ | ------ | ------ | ------ | ------ | ------ | ------ | ------ | ------ |
| Sezon 2022/2023 |                   |                  |                   |                        |                        |                        |                        |                  |                              |                  |                              |                 |                     |                 |                  |                       |                       |                 |                   |                   |                   |               |             |                 |                   |                   |                 |                 |                 |               |               |        |        |        |        |        |        |        |        |        |        |        |        |        |        |        |        |        |        |        |
| Wisła HS134 | Wisła HS134       | Ruka HS142       | Ruka HS142        | Titisee-Neustadt HS142 | Titisee-Neustadt HS142 | Engelberg HS140        | Engelberg HS140        | Oberstdorf HS137 | Garmisch-Partenkirchen HS142 | Innsbruck HS128  | Bischofshofen HS142          | Zakopane HS140  | Sapporo HS137       | Sapporo HS137   | Sapporo HS137    | Bad Mitterndorf HS235 | Bad Mitterndorf HS235 | Willingen HS147 | Willingen HS147   | Lake Placid HS128 | Lake Placid HS128 | Râșnov HS97   | Oslo HS134  | Oslo HS134      | Lillehammer HS140 | Lillehammer HS140 | Vikersund HS240 | Vikersund HS240 | Lahti HS130     | Planica HS240 | Planica HS240 | punkty |        |        |        |        |        |        |        |        |        |        |        |        |        |        |        |        |        |        |
| - | -                 | -                | -                 | -                      | -                      | -                      | -                      | -                | -                            | -                | -                            | -               | -                   | -               | -                | -                     | -                     | -               | -                 | -                 | -                 | -             | q           | 46              | 41                | 40                | 35              | q               | 17              | 35            | -             | 14     |        |        |        |        |        |        |        |        |        |        |        |        |        |        |        |        |        |        |
| Sezon 2023/2024 |                   |                  |                   |                        |                        |                        |                        |                  |                              |                  |                              |                 |                     |                 |                  |                       |                       |                 |                   |                   |                   |               |             |                 |                   |                   |                 |                 |                 |               |               |        |        |        |        |        |        |        |        |        |        |        |        |        |        |        |        |        |        |        |
| Ruka HS142 | Ruka HS142        | Lillehammer HS98 | Lillehammer HS140 | Klingenthal HS140      | Klingenthal HS140      | Engelberg HS140        | Engelberg HS140        | Oberstdorf HS137 | Garmisch-Partenkirchen HS142 | Innsbruck HS128  | Bischofshofen HS142          | Wisła HS134     | Zakopane HS140      | Willingen HS147 | Willingen HS147  | Lake Placid HS128     | Lake Placid HS128     | Sapporo HS137   | Sapporo HS137     | Oberstdorf HS235  | Oberstdorf HS235  | Lahti HS130   | Lahti HS130 | Oslo HS134      | Oslo HS134        | Trondheim HS105   | Trondheim HS140 | Vikersund HS240 | Vikersund HS240 | Planica HS240 | Planica HS240 | punkty | punkty | punkty | punkty | punkty | punkty | punkty | punkty | punkty | punkty | punkty | punkty | punkty | punkty | punkty | punkty | punkty | punkty | punkty |
| q | 50                | 29               | q                 | 37                     | 24                     | 45                     | 51                     | 32               | 29                           | q                | 47                           | 23              | 33                  | 38              | 20               | 35                    | 34                    | q               | 42                | 38                | -                 | -             | -           | q               | q                 | -                 | -               | -               | -               | 35            | -             | 30     | 30     | 30     | 30     | 30     | 30     | 30     | 30     | 30     | 30     | 30     | 30     | 30     | 30     | 30     | 30     | 30     | 30     | 30     |
| Sezon 2024/2025 |                   |                  |                   |                        |                        |                        |                        |                  |                              |                  |                              |                 |                     |                 |                  |                       |                       |                 |                   |                   |                   |               |             |                 |                   |                   |                 |                 |                 |               |               |        |        |        |        |        |        |        |        |        |        |        |        |        |        |        |        |        |        |        |
| Lillehammer HS140 | Lillehammer HS140 | Ruka HS142       | Ruka HS142        | Wisła HS134            | Wisła HS134            | Titisee-Neustadt HS142 | Titisee-Neustadt HS142 | Engelberg HS140  | Engelberg HS140              | Oberstdorf HS137 | Garmisch-Partenkirchen HS142 | Innsbruck HS128 | Bischofshofen HS142 | Zakopane HS140  | Oberstdorf HS235 | Oberstdorf HS235      | Willingen HS147       | Willingen HS147 | Lake Placid HS128 | Lake Placid HS128 | Sapporo HS137     | Sapporo HS137 | Oslo HS134  | Vikersund HS240 | Vikersund HS240   | Lahti HS130       | Planica HS240   | Planica HS240   | punkty          | punkty        | punkty        | punkty | punkty | punkty |        |        |        |        |        |        |        |        |        |        |        |        |        |        |        |        |
| - | -                 | -                | -                 | -                      | -                      | -                      | -                      | -                | -                            | -                | -                            | -               | -                   | -               | -                | -                     | q                     | 44              | 47                | q                 | -                 | -             | -           | -               | -                 | -                 | -               | -               | 0               | 0             | 0             | 0      | 0      | 0      |        |        |        |        |        |        |        |        |        |        |        |        |        |        |        |        |
| Legenda |                   |                  |                   |                        |                        |                        |                        |                  |                              |                  |                              |                 |                     |                 |                  |                       |                       |                 |                   |                   |                   |               |             |                 |                   |                   |                 |                 |                 |               |               |        |        |        |        |        |        |        |        |        |        |        |        |        |        |        |        |        |        |        |
| 1 2 3 4-10 11-30 poniżej 30 dq – dyskwalifikacja q – dyskwalifikacja w kwalifikacjach q – zawodnik nie zakwalifikował się - – zawodnik nie wystartował |                   |                  |                   |                        |                        |                        |                        |                  |                              |                  |                              |                 |                     |                 |                  |                       |                       |                 |                   |                   |                   |               |             |                 |                   |                   |                 |                 |                 |               |               |        |        |        |        |        |        |        |        |        |        |        |        |        |        |        |        |        |        |        |

### Miejsca w poszczególnych konkursach drużynowychPucharu Świata
stan po zakończeniu sezonu 2024/2025
| Źródło                                                                          | Źródło          | Źródło          | Źródło                         | Źródło              | Źródło                  | Źródło                    | Źródło                   | Źródło      | Źródło        |
| ------------------------------------------------------------------------------- | --------------- | --------------- | ------------------------------ | ------------------- | ----------------------- | ------------------------- | ------------------------ | ----------- | ------------- |
| Sezon 2022/2023                                                                 | Sezon 2022/2023 | Sezon 2022/2023 | Titisee-Neustadt HS142 (mikst) | Zakopane HS140      | Willingen HS147 (mikst) | Lake Placid HS128 (duety) | Râșnov HS97 (duety)      | Lahti HS130 | Planica HS240 |
| Sezon 2022/2023                                                                 | Sezon 2022/2023 | Sezon 2022/2023 | -                              | -                   | -                       | -                         | -                        | 6           | 6             |
| Sezon 2023/2024                                                                 | Sezon 2023/2024 | Sezon 2023/2024 | Sezon 2023/2024                | Wisła HS134 (duety) | Zakopane HS140          | Lake Placid HS128 (duety) | Oberstdorf HS235 (duety) | Lahti HS130 | Planica HS240 |
| Sezon 2023/2024                                                                 | Sezon 2023/2024 | Sezon 2023/2024 | Sezon 2023/2024                | 10                  | 7                       | -                         | 10                       | -           | -             |
| Legenda                                                                         |                 |                 |                                |                     |                         |                           |                          |             |               |
| 1 2 3 4-8 poniżej 8 (Duety: 1 2 3 4-12 poniżej 12) - – zawodnik nie wystartował |                 |                 |                                |                     |                         |                           |                          |             |               |

### Turniej Czterech Skoczni

#### Miejsca w klasyfikacji generalnej
| Sezon     | Miejsce |
| --------- | ------- |
| 2023/2024 | 37.     |

### Raw Air

#### Miejsca w klasyfikacji generalnej
| Sezon | Miejsce |
| ----- | ------- |
| 2023  | 47.     |
| 2024  | 56.     |

### Planica 7

#### Miejsca w klasyfikacji generalnej
| Sezon | Miejsce |
| ----- | ------- |
| 2023  | 26.     |
| 2024  | 39.     |

## Letnie Grand Prix

### Miejsca w klasyfikacji generalnej
| Sezon | Miejsce |
| ----- | ------- |
| 2023  | 11.     |
| 2024  | 84.     |

### Miejsca na podium w konkursach indywidualnych LGP chronologicznie
| Lp. | Dzień       | Rok  | Miejscowość | Skocznia                    | Punkt K | HS    | Skok 1 | Skok 2 | Nota      | Lok. | Strata   | Zwycięzca          |
| --- | ----------- | ---- | ----------- | --------------------------- | ------- | ----- | ------ | ------ | --------- | ---- | -------- | ------------------ |
| 1.  | 24 września | 2023 | Râșnov      | Trambulina Valea Cărbunării | K-90    | HS-97 | 90,0 m | 96,5 m | 235,3 pkt | 3.   | 16,7 pkt | Władimir Zografski |

### Miejsca w poszczególnych konkursach indywidualnychLGP
stan po zakończeniu LGP 2024
| Źródło | Źródło           | Źródło        | Źródło        | Źródło      | Źródło      | Źródło          | Źródło          | Źródło            | Źródło | Źródło | Źródło | Źródło | Źródło | Źródło | Źródło | Źródło | Źródło | Źródło | Źródło | Źródło | Źródło | Źródło | Źródło | Źródło | Źródło | Źródło |
| --- | ---------------- | ------------- | ------------- | ----------- | ----------- | --------------- | --------------- | ----------------- | ------ | ------ | ------ | ------ | ------ | ------ | ------ | ------ | ------ | ------ | ------ | ------ | ------ | ------ | ------ | ------ | ------ | ------ |
| 2023 |                  |               |               |             |             |                 |                 |                   |        |        |        |        |        |        |        |        |        |        |        |        |        |        |        |        |        |        |
| Courchevel HS132 | Courchevel HS132 | Szczyrk HS104 | Szczyrk HS104 | Râșnov HS97 | Râșnov HS97 | Hinzenbach HS90 | Hinzenbach HS90 | Klingenthal HS140 | punkty |        |        |        |        |        |        |        |        |        |        |        |        |        |        |        |        |        |
| 35 | 38               | 19            | q             | 4           | 3           | 21              | 17              | 35                | 146    |        |        |        |        |        |        |        |        |        |        |        |        |        |        |        |        |        |
| 2024 |                  |               |               |             |             |                 |                 |                   |        |        |        |        |        |        |        |        |        |        |        |        |        |        |        |        |        |        |
| Courchevel HS132 | Courchevel HS132 | Wisła HS134   | Wisła HS134   | Râșnov HS97 | Râșnov HS97 | Hinzenbach HS90 | Hinzenbach HS90 | Klingenthal HS140 | punkty | punkty | punkty | punkty | punkty | punkty | punkty | punkty | punkty |        |        |        |        |        |        |        |        |        |
| 34 | 36               | 39            | 40            | 32          | 27          | -               | -               | -                 | 4      | 4      | 4      | 4      | 4      | 4      | 4      | 4      | 4      |        |        |        |        |        |        |        |        |        |
| Legenda |                  |               |               |             |             |                 |                 |                   |        |        |        |        |        |        |        |        |        |        |        |        |        |        |        |        |        |        |
| 1 2 3 4-10 11-30 poniżej 30 dq – dyskwalifikacja q – dyskwalifikacja w kwalifikacjach q – zawodnik nie zakwalifikował się - – zawodnik nie wystartował |                  |               |               |             |             |                 |                 |                   |        |        |        |        |        |        |        |        |        |        |        |        |        |        |        |        |        |        |

## Puchar Kontynentalny

### Miejsca w klasyfikacji generalnej
| Sezon     | Miejsce |
| --------- | ------- |
| 2022/2023 | 42.     |
| 2024/2025 | 37.     |

### Miejsca na podium w konkursach indywidualnych Pucharu Kontynentalnego chronologicznie
| Lp. | Dzień     | Rok  | Miejscowość | Skocznia       | Punkt K | HS     | Skok 1  | Skok 2  | Nota      | Lok. | Strata   | Zwycięzca       |
| --- | --------- | ---- | ----------- | -------------- | ------- | ------ | ------- | ------- | --------- | ---- | -------- | --------------- |
| 1.  | 12 lutego | 2023 | Klingenthal | Vogtland Arena | K-125   | HS-140 | 133,5 m | 133,5 m | 249,2 pkt | 2.   | 17,2 pkt | Jewhen Marusiak |

### Miejsca w poszczególnych konkursachPucharu Kontynentalnego
stan po zakończeniu sezonu 2024/2025
| Sezon 2021/2022                                                               |                   |                 |                 |                 |                 |                     |                     |                  |                  |                 |                   |                     |                     |                     |                     |                     |                     |                     |                     |                     |                |                |                |                |                |        |        |        |        |        |        |        |        |        |        |        |        |        |        |        |        |        |        |        |        |        |        |        |        |        |        |        |        |        |        |        |        |        |        |        |        |        |        |        |
| Zhangjiakou HS140                                                             | Zhangjiakou HS140 | Vikersund HS117 | Vikersund HS117 | Ruka HS142      | Ruka HS142      | Engelberg HS140     | Engelberg HS140     | Oberstdorf HS137 | Oberstdorf HS137 | Innsbruck HS128 | Innsbruck HS128   | Iron Mountain HS133 | Iron Mountain HS133 | Iron Mountain HS133 | Brotterode HS117    | Brotterode HS117    | Rena HS139          | Rena HS139          | Planica HS138       | Planica HS138       | Lahti HS130    | Lahti HS130    | Zakopane HS140 | Zakopane HS140 | Zakopane HS140 | punkty |        |        |        |        |        |        |        |        |        |        |        |        |        |        |        |        |        |        |        |        |        |        |        |        |        |        |        |        |        |        |        |        |        |        |        |        |        |        |
| -                                                                             | -                 | -               | -               | -               | -               | 51                  | 44                  | -                | -                | -               | -                 | -                   | -                   | -                   | -                   | -                   | -                   | -                   | -                   | -                   | -              | -              | -              | -              | -              | 0      |        |        |        |        |        |        |        |        |        |        |        |        |        |        |        |        |        |        |        |        |        |        |        |        |        |        |        |        |        |        |        |        |        |        |        |        |        |        |
| Sezon 2022/2023                                                               |                   |                 |                 |                 |                 |                     |                     |                  |                  |                 |                   |                     |                     |                     |                     |                     |                     |                     |                     |                     |                |                |                |                |                |        |        |        |        |        |        |        |        |        |        |        |        |        |        |        |        |        |        |        |        |        |        |        |        |        |        |        |        |        |        |        |        |        |        |        |        |        |        |        |
| Vikersund HS117                                                               | Vikersund HS117   | Ruka HS142      | Ruka HS142      | Engelberg HS140 | Engelberg HS140 | Planica HS138       | Planica HS138       | Sapporo HS137    | Sapporo HS137    | Sapporo HS137   | Eisenerz HS109    | Eisenerz HS109      | Klingenthal HS140   | Klingenthal HS140   | Rena HS139          | Rena HS139          | Iron Mountain HS133 | Iron Mountain HS133 | Iron Mountain HS133 | Iron Mountain HS133 | Zakopane HS140 | Zakopane HS140 | Lahti HS130    | Lahti HS130    | punkty         | punkty | punkty | punkty | punkty | punkty | punkty | punkty | punkty | punkty | punkty | punkty | punkty | punkty | punkty | punkty | punkty | punkty | punkty | punkty | punkty | punkty | punkty | punkty | punkty | punkty | punkty | punkty | punkty | punkty | punkty | punkty | punkty | punkty | punkty | punkty | punkty | punkty | punkty | punkty |
| 50                                                                            | 31                | -               | -               | 37              | 29              | 37                  | 46                  | 26               | 27               | 32              | -                 | -                   | 17                  | 2                   | -                   | -                   | -                   | -                   | -                   | -                   | -              | -              | -              | -              | 105            | 105    | 105    | 105    | 105    | 105    | 105    | 105    | 105    | 105    | 105    | 105    | 105    | 105    | 105    | 105    | 105    | 105    | 105    | 105    | 105    | 105    | 105    | 105    | 105    | 105    | 105    | 105    | 105    | 105    | 105    | 105    | 105    | 105    | 105    | 105    | 105    | 105    | 105    | 105    |
| Sezon 2024/2025                                                               |                   |                 |                 |                 |                 |                     |                     |                  |                  |                 |                   |                     |                     |                     |                     |                     |                     |                     |                     |                     |                |                |                |                |                |        |        |        |        |        |        |        |        |        |        |        |        |        |        |        |        |        |        |        |        |        |        |        |        |        |        |        |        |        |        |        |        |        |        |        |        |        |        |        |
| Zhangjiakou HS106                                                             | Zhangjiakou HS106 | Ruka HS142      | Ruka HS142      | Engelberg HS140 | Engelberg HS140 | Bischofshofen HS142 | Bischofshofen HS142 | Sapporo HS137    | Sapporo HS137    | Sapporo HS137   | Lillehammer HS140 | Lillehammer HS140   | Kranj HS109         | Kranj HS109         | Iron Mountain HS133 | Iron Mountain HS133 | Iron Mountain HS133 | Iron Mountain HS133 | Lahti HS130         | Lahti HS130         | Zakopane HS140 | Zakopane HS140 | punkty         | punkty         | punkty         | punkty | punkty | punkty | punkty | punkty | punkty | punkty | punkty | punkty | punkty | punkty | punkty | punkty | punkty | punkty | punkty | punkty | punkty | punkty | punkty | punkty | punkty | punkty | punkty | punkty | punkty | punkty | punkty | punkty | punkty | punkty | punkty | punkty | punkty | punkty | punkty | punkty |        |        |
| -                                                                             | -                 | -               | -               | -               | -               | 28                  | 23                  | -                | -                | -               | -                 | -                   | -                   | -                   | 25                  | 14                  | 16                  | 17                  | 21                  | 31                  | 12             | 10             | 122            | 122            | 122            | 122    | 122    | 122    | 122    | 122    | 122    | 122    | 122    | 122    | 122    | 122    | 122    | 122    | 122    | 122    | 122    | 122    | 122    | 122    | 122    | 122    | 122    | 122    | 122    | 122    | 122    | 122    | 122    | 122    | 122    | 122    | 122    | 122    | 122    | 122    | 122    | 122    |        |        |
| Legenda                                                                       |                   |                 |                 |                 |                 |                     |                     |                  |                  |                 |                   |                     |                     |                     |                     |                     |                     |                     |                     |                     |                |                |                |                |                |        |        |        |        |        |        |        |        |        |        |        |        |        |        |        |        |        |        |        |        |        |        |        |        |        |        |        |        |        |        |        |        |        |        |        |        |        |        |        |
| 1 2 3 4-10 11-30 poniżej 30 dq – dyskwalifikacja - – zawodnik nie wystartował |                   |                 |                 |                 |                 |                     |                     |                  |                  |                 |                   |                     |                     |                     |                     |                     |                     |                     |                     |                     |                |                |                |                |                |        |        |        |        |        |        |        |        |        |        |        |        |        |        |        |        |        |        |        |        |        |        |        |        |        |        |        |        |        |        |        |        |        |        |        |        |        |        |        |

## Letni Puchar Kontynentalny

### Miejsca w poszczególnych konkursachLetniego Pucharu Kontynentalnego
stan po zakończeniu LPK 2024
| Źródło                                                                        | Źródło            | Źródło      | Źródło      | Źródło            | Źródło            | Źródło            | Źródło            | Źródło            | Źródło | Źródło | Źródło | Źródło | Źródło | Źródło | Źródło | Źródło | Źródło | Źródło | Źródło | Źródło | Źródło | Źródło | Źródło | Źródło | Źródło | Źródło |
| ----------------------------------------------------------------------------- | ----------------- | ----------- | ----------- | ----------------- | ----------------- | ----------------- | ----------------- | ----------------- | ------ | ------ | ------ | ------ | ------ | ------ | ------ | ------ | ------ | ------ | ------ | ------ | ------ | ------ | ------ | ------ | ------ | ------ |
| 2022                                                                          |                   |             |             |                   |                   |                   |                   |                   |        |        |        |        |        |        |        |        |        |        |        |        |        |        |        |        |        |        |
| Lillehammer HS140                                                             | Lillehammer HS140 | Stams HS115 | Stams HS115 | Klingenthal HS140 | Klingenthal HS140 | Lake Placid HS100 | Lake Placid HS128 | Lake Placid HS128 | punkty |        |        |        |        |        |        |        |        |        |        |        |        |        |        |        |        |        |
| -                                                                             | -                 | dq          | 54          | -                 | -                 | -                 | -                 | -                 | 0      |        |        |        |        |        |        |        |        |        |        |        |        |        |        |        |        |        |
| Legenda                                                                       |                   |             |             |                   |                   |                   |                   |                   |        |        |        |        |        |        |        |        |        |        |        |        |        |        |        |        |        |        |
| 1 2 3 4-10 11-30 poniżej 30 dq – dyskwalifikacja - − zawodnik nie wystartował |                   |             |             |                   |                   |                   |                   |                   |        |        |        |        |        |        |        |        |        |        |        |        |        |        |        |        |        |        |

## FIS Cup

### Miejsca w klasyfikacji generalnej
| Sezon     | Miejsce |
| --------- | ------- |
| 2021/2022 | 94.     |
| 2022/2023 | 110.    |
| 2023/2024 | 33.     |
| 2024/2025 | 37.     |

### Miejsca na podium w konkursach indywidualnych FIS Cupu chronologicznie
| Lp. | Dzień       | Rok  | Miejscowość | Skocznia             | Punkt K | HS     | Skok 1  | Skok 2  | Nota      | Lok. | Strata   | Zwycięzca       |
| --- | ----------- | ---- | ----------- | -------------------- | ------- | ------ | ------- | ------- | --------- | ---- | -------- | --------------- |
| 1.  | 16 września | 2023 | Einsiedeln  | im. Andreasa Küttela | K-105   | HS-117 | 109,0 m | 113,5 m | 271,0 pkt | 2.   | 6,3 pkt  | Francisco Mörth |
| 2.  | 20 marca    | 2025 | Zakopane    | Wielka Krokiew       | K-125   | HS-140 | 129,0 m | 139,0 m | 309,8 pkt | 2.   | 19,3 pkt | Francisco Mörth |

### Miejsca w poszczególnych konkursachFIS Cupu
stan po zakończeniu sezonu 2024/2025
| Sezon 2019/2020                                                               |                    |                  |                  |                  |                  |                  |                  |                  |                  |                  |                  |               |               |                      |                      |                |                |                |                |               |               |                |                |               |               |                |                |        |        |        |        |        |        |        |        |        |        |        |        |        |        |
| Szczyrk HS104                                                                 | Szczyrk HS104      | Szczuczyńsk HS99 | Szczuczyńsk HS99 | Ljubno HS94      | Ljubno HS94      | Pjongczang HS109 | Pjongczang HS109 | Râșnov HS97      | Râșnov HS97      | Villach HS98     | Villach HS98     | Notodden HS98 | Notodden HS98 | Oberwiesenthal HS105 | Oberwiesenthal HS105 | Zakopane HS140 | Zakopane HS140 | Rastbüchl HS78 | Rastbüchl HS78 | Villach HS98  | Villach HS98  | punkty         | punkty         | punkty        | punkty        | punkty         | punkty         | punkty | punkty | punkty | punkty | punkty | punkty | punkty | punkty | punkty | punkty | punkty | punkty | punkty |        |
| -                                                                             | -                  | -                | -                | 83               | 90               | -                | -                | -                | -                | -                | -                | -             | -             | -                    | -                    | -              | -              | 64             | 64             | -             | -             | 0              | 0              | 0             | 0             | 0              | 0              | 0      | 0      | 0      | 0      | 0      | 0      | 0      | 0      | 0      | 0      | 0      | 0      | 0      |        |
| Sezon 2020/2021                                                               |                    |                  |                  |                  |                  |                  |                  |                  |                  |                  |                  |               |               |                      |                      |                |                |                |                |               |               |                |                |               |               |                |                |        |        |        |        |        |        |        |        |        |        |        |        |        |        |
| Râșnov HS97                                                                   | Râșnov HS97        | Kandersteg HS106 | Kandersteg HS106 | Zakopane HS140   | Zakopane HS140   | Szczyrk HS104    | Szczyrk HS104    | Lahti HS100      | Lahti HS100      | Villach HS98     | Villach HS98     | Oberhof HS100 | Oberhof HS100 | punkty               | punkty               | punkty         | punkty         | punkty         | punkty         | punkty        | punkty        | punkty         | punkty         | punkty        | punkty        | punkty         | punkty         | punkty | punkty | punkty | punkty | punkty |        |        |        |        |        |        |        |        |        |
| -                                                                             | -                  | 48               | 41               | 75               | 66               | -                | -                | -                | -                | -                | -                | 55            | 31            | 0                    | 0                    | 0              | 0              | 0              | 0              | 0             | 0             | 0              | 0              | 0             | 0             | 0              | 0              | 0      | 0      | 0      | 0      | 0      |        |        |        |        |        |        |        |        |        |
| Sezon 2021/2022                                                               |                    |                  |                  |                  |                  |                  |                  |                  |                  |                  |                  |               |               |                      |                      |                |                |                |                |               |               |                |                |               |               |                |                |        |        |        |        |        |        |        |        |        |        |        |        |        |        |
| Otepää HS97                                                                   | Otepää HS97        | Kuopio HS100     | Kuopio HS127     | Einsiedeln HS117 | Einsiedeln HS117 | Ljubno HS94      | Ljubno HS94      | Villach HS98     | Villach HS98     | Lahti HS100      | Lahti HS100      | Falun HS100   | Falun HS100   | Kandersteg HS106     | Kandersteg HS106     | Notodden HS98  | Notodden HS98  | Zakopane HS105 | Villach HS98   | Villach HS98  | Oberhof HS100 | Oberhof HS100  | punkty         | punkty        | punkty        | punkty         | punkty         | punkty | punkty | punkty | punkty | punkty | punkty | punkty | punkty | punkty | punkty | punkty | punkty | punkty | punkty |
| -                                                                             | -                  | -                | -                | 23               | 23               | -                | -                | 65               | 53               | -                | -                | -             | -             | 21                   | 27                   | -              | -              | -              | -              | -             | -             | -              | 30             | 30            | 30            | 30             | 30             | 30     | 30     | 30     | 30     | 30     | 30     | 30     | 30     | 30     | 30     | 30     | 30     | 30     | 30     |
| Sezon 2022/2023                                                               |                    |                  |                  |                  |                  |                  |                  |                  |                  |                  |                  |               |               |                      |                      |                |                |                |                |               |               |                |                |               |               |                |                |        |        |        |        |        |        |        |        |        |        |        |        |        |        |
| Frenštát HS106                                                                | Frenštát HS106     | Szczyrk HS104    | Szczyrk HS104    | Einsiedeln HS117 | Einsiedeln HS117 | Kranj HS109      | Kranj HS109      | Villach HS98     | Villach HS98     | Notodden HS98    | Notodden HS98    | Szczyrk HS104 | Szczyrk HS104 | Villach HS98         | Villach HS98         | Oberhof HS100  | Oberhof HS100  | Zakopane HS140 | Zakopane HS140 | punkty        | punkty        | punkty         | punkty         | punkty        | punkty        | punkty         | punkty         | punkty | punkty | punkty | punkty | punkty | punkty | punkty | punkty | punkty | punkty | punkty |        |        |        |
| 40                                                                            | 37                 | 40               | 61               | 21               | 27               | -                | -                | -                | -                | -                | -                | -             | -             | -                    | -                    | -              | -              | -              | -              | 14            | 14            | 14             | 14             | 14            | 14            | 14             | 14             | 14     | 14     | 14     | 14     | 14     | 14     | 14     | 14     | 14     | 14     | 14     |        |        |        |
| Sezon 2023/2024                                                               |                    |                  |                  |                  |                  |                  |                  |                  |                  |                  |                  |               |               |                      |                      |                |                |                |                |               |               |                |                |               |               |                |                |        |        |        |        |        |        |        |        |        |        |        |        |        |        |
| Szczyrk HS104                                                                 | Szczyrk HS104      | Einsiedeln HS117 | Einsiedeln HS117 | Villach HS98     | Villach HS98     | Râșnov HS97      | Râșnov HS97      | Kandersteg HS106 | Kandersteg HS106 | Notodden HS98    | Notodden HS98    | Falun HS100   | Falun HS100   | Szczyrk HS104        | Szczyrk HS104        | Oberhof HS100  | Oberhof HS100  | Zakopane HS140 | Zakopane HS140 | punkty        | punkty        | punkty         | punkty         | punkty        | punkty        | punkty         | punkty         | punkty | punkty | punkty | punkty | punkty | punkty | punkty | punkty | punkty | punkty | punkty |        |        |        |
| -                                                                             | -                  | 2                | 4                | -                | -                | -                | -                | -                | -                | -                | -                | -             | -             | -                    | -                    | -              | -              | -              | -              | 130           | 130           | 130            | 130            | 130           | 130           | 130            | 130            | 130    | 130    | 130    | 130    | 130    | 130    | 130    | 130    | 130    | 130    | 130    |        |        |        |
| Sezon 2024/2025                                                               |                    |                  |                  |                  |                  |                  |                  |                  |                  |                  |                  |               |               |                      |                      |                |                |                |                |               |               |                |                |               |               |                |                |        |        |        |        |        |        |        |        |        |        |        |        |        |        |
| Hinterzarten HS109                                                            | Hinterzarten HS109 | Frenštát HS106   | Frenštát HS106   | Szczyrk HS104    | Szczyrk HS104    | Kranj HS109      | Kranj HS109      | Villach HS98     | Villach HS98     | Einsiedeln HS117 | Einsiedeln HS117 | Otepää HS97   | Otepää HS97   | Otepää HS97          | Kandersteg HS106     | Notodden HS98  | Notodden HS98  | Falun HS100    | Falun HS100    | Szczyrk HS104 | Szczyrk HS104 | Eisenerz HS109 | Eisenerz HS109 | Oberhof HS100 | Oberhof HS100 | Zakopane HS140 | Zakopane HS140 | punkty |        |        |        |        |        |        |        |        |        |        |        |        |        |
| -                                                                             | -                  | -                | -                | -                | -                | -                | -                | -                | -                | 20               | 23               | -             | -             | -                    | 14                   | -              | -              | -              | -              | -             | -             | -              | -              | -             | -             | 2              | 5              | 162    |        |        |        |        |        |        |        |        |        |        |        |        |        |
| Legenda                                                                       |                    |                  |                  |                  |                  |                  |                  |                  |                  |                  |                  |               |               |                      |                      |                |                |                |                |               |               |                |                |               |               |                |                |        |        |        |        |        |        |        |        |        |        |        |        |        |        |
| 1 2 3 4-10 11-30 poniżej 30 dq – dyskwalifikacja - − zawodnik nie wystartował |                    |                  |                  |                  |                  |                  |                  |                  |                  |                  |                  |               |               |                      |                      |                |                |                |                |               |               |                |                |               |               |                |                |        |        |        |        |        |        |        |        |        |        |        |        |        |        |